# Reserva natural de Bastak
La reserva natural de Bastak (en ruso: Государственный природный заповедник «Бастак») es un «zapovédnik» (reserva natural estricta) ruso ubicada en la cuenca del río Amur en el Lejano Oriente ruso. El territorio de la reserva cubre las estribaciones del sudeste de la Cordillera de Bureya y las afueras del norte de las tierras bajas de Sredneamurskaya. La reserva está situada a unos 10 kilómetros al norte de la ciudad de Birobidzhán en el distrito (raión) de Birobidzhán y es la única reserva nacional situada en el óblast autónomo Hebreo.

## Topografía
La reserva está dividida en dos partes claramente diferenciadas, montañosa al noroeste y tierras bajas al sureste. Las tierras altas del noroeste son las estribaciones del sureste del sistema montañoso Jingan-Bureya, un antiguo macizo cristalino. Las tierras bajas del sureste de la reserva son parte de las estribaciones de las montañas Sijoté-Alín. Las cadenas montañosas corren de norte a sur, lo cual es típico del Lejano Oriente. En el norte de la reserva, las montañas alcanzan los 1207 metros de altitud (Mt. Byrdyr), con una altitud media de 800 metros; las laderas son empinadas y los valles de los ríos profundos. Hacia el sur, las altitudes promedian entre 400 y 500 metros y el terreno es montañoso con cimas más redondeadas y planas que valles empinados. Las áreas más bajas a 200 metros son llanuras aluviales de inundación.
El río Amur atraviesa la frontera sur de Bastak, y la reserva en sí tiene una compleja red de ríos cortos y pocos lagos. Los ríos y arroyos generalmente corren de noroeste a sureste con la mitad superior en valles rocosos y los cursos inferiores en llanuras aluviales serpenteantes. Las inundaciones de primavera pueden ser significativas. El río más largo es el río Bastak con 73 kilómetros.

## Clima y ecorregión
Bastak se encuentra en la ecorregión de bosques latifoliados y mixtos de Ussuri. La región del río Ussuri se encuentra en la cuenca media del río Amur, en la ladera oeste de las montañas Sijoté-Alín. Especies mixtas de hoja ancha como el fresno de Manchuria y el olmo japonés crecen en las tierras bajas, los bosques de pino coreano y de hoja ancha en las elevaciones medias, y los abetos y piceas hasta los niveles subalpinos.
El clima es continental húmedo, subtipo de verano fríos (clasificación climática de Köppen (Dwb))). Este clima se caracteriza por grandes diferencias estacionales de temperatura y un verano frío, e inviernos fríos y secos.

## Flora y fauna

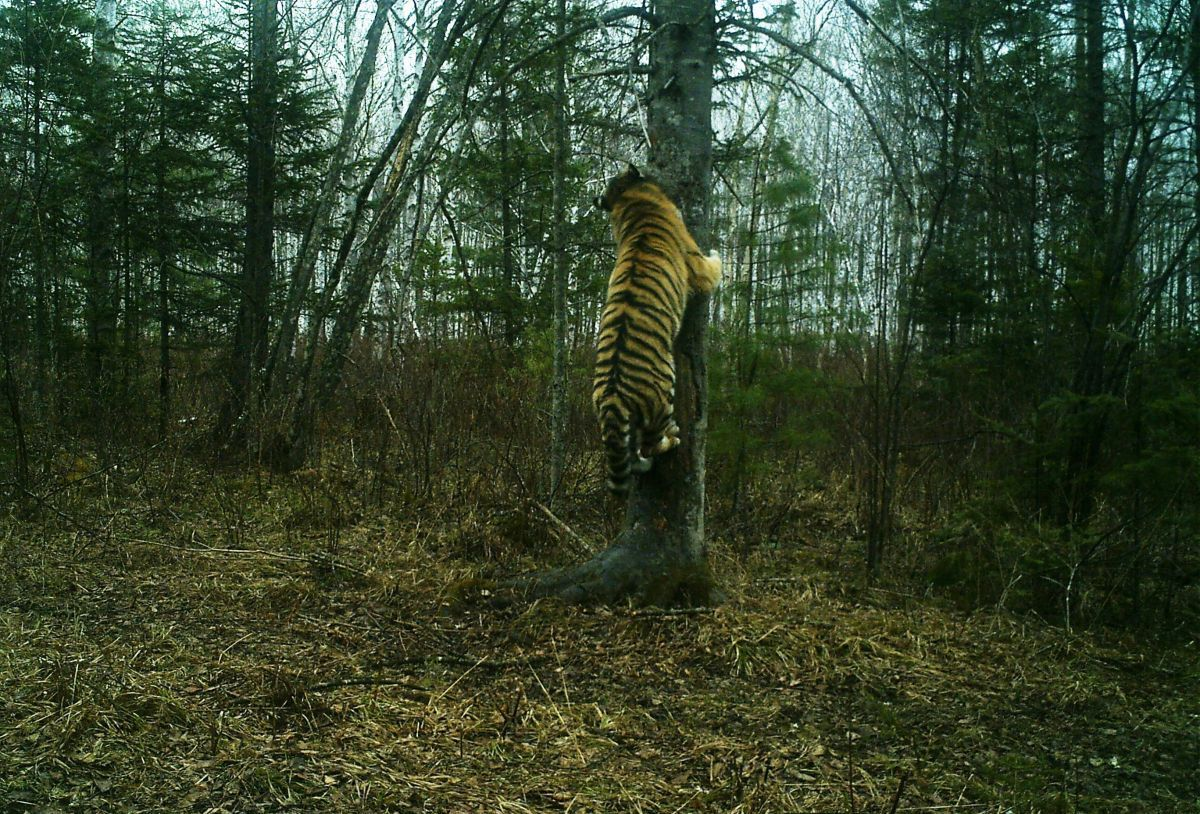
Otra fotografía de un tigre captada con una cámara trampa en la reserva

La mayor parte del territorio del parque está cubierto de bosques, con algunas llanuras aluviales pantanosas en las tierras bajas y tundra (musgo, líquenes, hierbas de montaña y pequeños arbustos) en la cima del monte Bydyr. Las plantas en la Reserva Bastak pertenecen a tres complejos florísticos diferentes: Mar de Ojotsk, Siberia Oriental y Manchuria. El cinturón medio de las montañas están cubiertos por bosques antiguos de cedro y otros áboles de hoja ancha, como abedules, nogales, olmos y tilos. El sotobosque en el cinturón medio puede estar lleno de arbustos como Viburnum sargentii, ginseng siberiano y madreselva. En las altitudes más bajas los bosques están formados, típicamente, por alisos, abedules y rododendros, con prados cubiertos de hierba. En la reserva se han registrado más de 543 especies de plantas vasculares.
Las aves de la reserva (195 especies reportadas), reflejan la enorme biodiversidad del terreno y la ubicación en los puntos de encuentro de diferentes ecorregiones. Las aves forestales son las más numerosas, siendo las especies y tipos representativos el ratonero, el urogallo, el urogallo negro, los arrendajos, los cuervos, los pájaros carpinteros, los zorzales, las currucas, los papamoscas y los cascanueces. Los mamíferos son los típicos de los bosques de Ussuri (corzos, jabalíes, osos pardos, osos del Himalaya). Los mamíferos rapaces más comunes son el perro mapache y la marta cibelina. Se sabe que el tigre de Amur, en peligro de extinción, es un residente permanente de la reserva.

## Ecoturismo
Como zapovédnik, la reserva está, en su mayor parte, cerrada al público en general, aunque los científicos y aquellas pérsona con fines de «educación ambiental» pueden hacer arreglos con la administración del parque para visitas. Sin embargo, hay una ruta de senderismo educativa en la reserva que está abierta al público, pero requiere que se obtenga permiso con anticipación, los excursionistas deben tener vacunas contra las infecciones transmitidas por garrapatas y los visitantes están limitados a 40 por mes. La oficina principal está en la ciudad de Birobidzhán.